# Flaming Arrows
Flaming Arrows è un cortometraggio muto del 1911 diretto da David W. Griffith.

## Produzione
Il film fu prodotto da D.W. Griffith per la Biograph Company.

## Distribuzione
Distribuito dalla General Film Company.